# Paul Palén
Anders Gustaf Paulus "Paul" Palén (Garpenberg, Hedemora, Dalarna, 4 d'abril de 1881 – Estocolm, 23 d'octubre de 1944) va ser un tirador suec que va competir a començaments del segle xx.
El 1912 va prendre part en els Jocs Olímpics d'Estocolm, on va disputar tres proves del programa de tir. En la prova de pistola militar, 30 metres per equips guanyà la medalla d'or, mentre en la de pistola de foc (25 m.) guanyà la de plata. En la prova de pistola, 50 metres fou trenta-sisè.